# Monsieur Spade
Monsieur Spade (na França: Mister Spade) é uma minissérie de drama policial e suspense franco-americana criada por Scott Frank e Tom Fontana. A minissérie é uma coprodução entre a AMC dos Estados Unidos e o Canal+ da França, e é estrelada por Clive Owen como o detetive particular fictício Sam Spade, criado por Dashiell Hammett. Sua exibição original ocorreu nos EUA entre 14 de janeiro de 2024 até 18 de fevereiro do mesmo ano.

## Premissa
A minissérie foi originalmente lançada nos Estados Unidos pela AMC Networks, que forneceu a seguinte sinopse:

## Elenco

### Principal
- Clive Owen como Sam Spade [1]
- Cara Bossom como Teresa [1]
- Denis Ménochet como Chefe de Polícia Patrice Michaud [1]
- Louise Bourgoin como Marguerite Devereaux [1]
- Chiara Mastroianni como Gabrielle [1]
- Stanley Weber como Jean-Pierre Devereaux [1]
- Matthew Beard como George Fitzsimmons [1]
- Jonathan Zaccaï como Philippe Saint-André [1]
- Rebecca Root como Cynthia Fitzsimmons [1]

Os seguintes atores são creditados no elenco principal pelos episódios em que aparecem:
- Dean Winters como Padre Matthew [2]
- Alfred Woodard como Virgínia Dell [2]

### Recorrente
- Caroline Silhol como Audrey Saint-André
- Clotilde Mollet como Helena Thibaut

## Produção
Monsieur Spade é uma coprodução entre AMC e Canal+. Os co-criadores são Scott Frank e Tom Fontana, que também escreveram os roteiros e atuaram como produtores executivos. Além disso, Frank dirigire a minissérie. A minissérie foi filmada na França.

## Episódios
| N.º na temp. | Título                           | Dirigido por | Escrito por               | Lançamento              |
| --- | -------------------------------- | ------------ | ------------------------- | ----------------------- |
| 1 | "Episode 1" "Episódio 1" (BR/PT) | Scott Frank  | Tom Fontana & Scott Frank | 14 de janeiro de 2024   |
| Em 1963, longe de São Francisco, o detetive americano Sam Spade instalou-se no sul da França, em Bozouls. Mas a sua tranquila reforma não durará. A descoberta dos corpos de seis freiras brutalmente assassinadas no convento local coloca Spade de volta ao trabalho em um caso bastante complexo.                                                      |                                  |              |                           |                         |
| 2 | "Episode 2" "Episódio 2" (BR/PT) | Scott Frank  | Tom Fontana & Scott Frank | 21 de janeiro de 2024   |
| Bozouls é palco de uma série de assassinatos, com freiras entre as vítimas. Seus moradores estão em crise e Teresa, filha de uma ex-amante de Sam Spade, parece ter informações. Spade decide investigar e, sem saber, se encontra na mira de muitas pessoas.                                                                                             |                                  |              |                           |                         |
| 3 | "Episode 3" "Episódio 3" (BR/PT) | Scott Frank  | Tom Fontana & Scott Frank | 28 de janeiro de 2024   |
| Sam Spade quer respostas sobre o jovem misterioso que todos parecem estar procurando. Por sua vez, Samir esconde o menino e ninguém sabe o que fazer com sua escrita incessante. O que isso significa? Mais tarde, Spade recebe uma ligação do esquivo Phillipe.                                                                                          |                                  |              |                           |                         |
| 4 | "Episode 4" "Episódio 4" (BR/PT) | Scott Frank  | Tom Fontana & Scott Frank | 4 de fevereiro de 2024  |
| O Detetive Spade questiona o intruso que invadiu sua casa e entende que as pessoas ainda o querem morto. Mais tarde, um novo corpo é descoberto. Teresa então inicia sua própria investigação para desvendar o mistério de suas origens e de seu pai, Philippe.                                                                                           |                                  |              |                           |                         |
| 5 | "Episode 5" "Episódio 5" (BR/PT) | Scott Frank  | Tom Fontana & Scott Frank | 11 de abril de 2024     |
| Sam Spade obtém mais informações do que o esperado quando questiona seus vizinhos excêntricos, principalmente sobre as misteriosas habilidades do menino desaparecido. Por sua vez, Teresa continua a sua investigação sozinha e aproxima-se da verdade. Mas as coisas ainda permanecem complexas e as áreas cinzentas ainda não foram todas descobertas. |                                  |              |                           |                         |
| 6 | "Episode 6" "Episódio 6" (BR/PT) | Scott Frank  | Tom Fontana & Scott Frank | 18 de fevereiro de 2024 |
| Enquanto Spade descobre quem o espionou o tempo todo, Philippe Saint-André faz um acordo em relação ao menino. O acordo degenera e um estranho misterioso chega a Bozouls, revelando a identidade e os planos de todos. |                                  |              |                           |                         |

## Lançamento
A minissérie, que consiste em seis episódios, estreou na AMC, AMC+ e Acorn TV em 14 de janeiro de 2024. Uma imagem inicial e um teaser trailer foram lançados em setembro de 2023.

## Recepção
O site agregador de resenhas Rotten Tomatoes relatou um índice de aprovação de 76%, com uma classificação média de 7,6/10, com base em 25 resenhas críticas. O consenso dos críticos do site diz: "Comandando toda a atenção da câmera em meio ao interior da França, Clive Owen cria um Sam Spade hipnotizantemente escarpado, mesmo enquanto a série ao seu redor luta para viver de acordo com sua linhagem sagrada."  No Metacritic, a série possui uma pontuação média ponderada de 70 em 100, com base em 18 críticos, indicando "críticas geralmente favoráveis".